# هيكو سيجورو
هيكو سيجورو الثالث عشر 比古 清十郎 十三代 وفي النسخ الإنجليزية سيجورو هيكو الثالث عشر هو مدرب هيمورا كنشين في سلسلة المانغا والأنمي روروني كنشين. كصانع فخار ينتحل اسم ني-يتسو كاكونوشين 新津 覚之進. وهو من ابتكار نوبوهيرو واتسوكي.

## تطوير الشخصية
لم يكن لدى واتسوكي أي تصميم لهيكو، فعندما تخيل شكل المدرب جاءت شخصية «الرجل المتعجرف، مفتول العضلات»، التصميم الرئيسي لهيكو في روروني كنشين هو هيكو سيجورو من القصة القصيرة كريسنت موون أوف ذا ووارينغ ستايتس. كما أضاف له تأثيرا من هيكن ماجين هاجيرون في  أرايبيان لامب لامب من تاكيشي أوباتا. عندما انضم هيكو إلى روروني كنشين بسط واتسوكي التصميم كجعل شعره أسهل في الرسم، واتسوكي قال أن جسم هيكو أصبح «مفتول العضلات أكثر» لأنه مقاتل سيف لأسلوب هيتن ميتسوروغي من نوع مختلف، جعل واتسوكي من هيكو مدمن خمر لكنه لا يسكر وذلك لأن واتسوكي رأى المشهد فيه «رجولة».
واتسوكي تلقى أسئلة عما إذا كان هيكو ذو علاقة بشخص يدعى هيكو من كريسنت موون أوف ذا ووارينغ ستايتس طالما أصبح أسلوب هيتن ميتسوروغي يورث بحسب الاستطاعة وليس برابطة الدم، فهيكو في روروني كنشين ليس قريبا للذي في كريسنت موون أوف ذا ووارينغ ستايتس كما أضاف واتسوكي أنه تمنى الإكثار من استخدامه في السلسلة إلا أنه أقوى من كنشين. محرر واتسوكي وضح أن «المدرب» مثل ورقة الجوكر، بينما وصف واتسوكي أن «هيكو قوي جدا» وأنه من الصعب إيجاد مكان له بالقصة.

## الشخصية
يظهر هيكو كشخص جد تهكمي أناني ويفرض أوامره على الغير، غالبا ما يصف كنشين بأنه «تلميذي الغبي» كما ويستحضر ماضيه حتى يحثه على التدرب بشدة، ورغم مظهره الخشن يحمل هيكو بداخله حس المسؤولية تجاه كنشين ومن يحميهم في حالات نادرة عندما يتدخل (وغالبا ما يكون من تلقاء نفسه)، كما يظهر الاحترام الشديد والأدب تجاه من يراهم مقاتلين حقيقيين وفي الوقت نفسه يصفح عن من يراهم ضعفاء. يحب هيكو الشراب (ساكي)، نفسه، ومضايقة كنشين رغم أن ذلك يعد إقرارا بمهاراته الجيدة وجسمه القوي. تجري بين المدرب والمتدرب شجارات مضحكة بينهما. يكره هيكو الاختلاط بالمجتمع ولكي يجتنب الاختلاط بالناس يعيش حياة صانع الفخار.

## تاريخ الشخصية
هيكو سيجورو هو وريث فنون القتال بالسيف بأسلوب هيتن ميتسوروغي، أنقذ شينتا الصغير من القتل على يد قطاع طرق قتلوا رفاقه، ليقوم برعايته ويسميه كنشين (معنويا: «قلب السيف») لأنه رأى أن اسم شينتا لا يصلح لمقاتل سيف، وطيلة السنوات الست التالية يقوم بتدريب كنشين أسلوب هيتن ميتسوروغي، ثم يصاب بالغضب والخذلان لهروب كنشين منه والتحاقة بالثورة على نظام توكوغاوا شوغون وهو في الرابعة عشر، مدركا أن كنشين ماهر في القتال بالسيف لكنه غير ناضج بعقله وروحه حتى يتعامل مع النزاعات القائمة في العالم الخارجي، بعدها اعتزل هيكو العالم معللا عدم رغبته بالتعامل مع مصائب المجتمع بالعيش كناسك/صانع فخار في غابة قرب كيوتو.

## موجز القصة
أثناء أحداث فصل كيوتو، يزور كنشين مدربه هيكو لإكمال إتقان المبادئ المتبقية من أسلوب هيتن ميتسوروغي، يقيم هيكو نمو تلميذه في مهارات المبارزة ونموه كشخص بعد 15 عاما من الانفصال، ليعطيه المهارة الختامية أماكاكيرو ريو نو هيراميكي معرضا نفسه للموت، بعدها يظهر هيكو مقدما العون لمركز مجموعة أونيوابان في كيوتو بهزيمته فوجي العملاق كآخر جميل يقدمه إلى كنشين.
في سلسلة OVA ساموراي إكس: رفلكشن التي لم يقدمها نوبوهيرو واتسوكي مبتكر روروني كنشين، يدرك هيكو أن أسلوب هيتن ميتسوروغي لا يتوافق مع العالم المتغير بقوله لياهيكو «الشيء الوحيد الذي يبدو أنه لا يتغير هو القمر».

## مهارات القتال
هيكو أستاذ أسلوب هيتن ميتسوروغي هو أقوى مقاتلي السيف في السلسلة، معتليا كنشين، سايتو، شيشيو، وإنيشي. أثناء فترة التدريبات الثانية يضربه كنشين «بجميع ما في جسمه وروحه» في سواره (حتى أنه لم يركز على مكان نزوله على الأرض)، وبذلك يتحقق شرط هيكو لتعليم كنشين المبادئ الأخيرة لأسلوب هيتن ميتسوروغي.
طريقة هيكو في القتال كما ظهرت في المانغا والأنمي تنطلق من مبدأ عدم التراجع في القتال، يقوم بدراسة طريقة قتال الخصم وطبيعته ونقاط ضعفه، كاميا كاورو قالت أن من يدخل ساحة المبارزة معه، فإن هيكو سينتصر عليه بسرعة. نوبوهيرو واتسوكي علق على الشخصية بكونها ورقة الجوكر الرابحة.
سلاح هيكو هو شيراسايا نيهونتو (سيف ياباني بقبضة وغمد خشبيين). بينما العباءة التي يرتديها ليست مجرد رمز يسلم لكل متقن لأسلوب هيتن ميتسوروغي، بل هي وسيلة للحد من قوة مرتديها أوقات السلم، حيث تخفف من القوة وقت التدريب. عندما يقرر هيكو إنهاء حياة كنشين لتحريره من صراع عقله مع شخص السفاح ينزع عباءته مستخدما قوته الكاملة.

## هيكو سيجورو آخرون
اسم هيكو سيجورو هو لقب يحمله ورثة أسلوب هيتن ميتسوروغي، وبذلك ابتداء من هيكو سيجورو الثاني فإن كل أستاذ يتخلى عن اسمه الحقيقي مقابل هذا الاسم لمبتكر أسلوب هيتن ميتسوروغي (أثناء تدرب كنشين على المهارة الأخيرة يوضح هيكو أن إتقان الأسلوب يتطلب قتل المدرب على يد المتدرب ليصبح الأستاذ الجديد لكن استخدام كنشين لسيفه ساكاباتو تسبب بنجاة هيكو). وبرفض كنشين حمل اسم هيكو سيجورو الرابع عشر (لعدم رغبته بتعليم الأسلوب للآخرين نظرا لتسببه في القتل)، بقي مدربه آخر رجل يعرف باسم هيكو سيجورو.
في الموسم الثالث من الأنمي، ذكرت إشارة إلى هيكو سيجورو الثاني عشر. عندما ظهر أماكسا شوغو كمقاتل بأسلوب هيتن ميتسوروغي يعود كنشين إلى مدربه متسائلا عن الأمر، هيكو يكشف لكنشين أن مدربه الثاني عشر علم مسبقا رجلا يدعى هيووي، هيووي فشل في الاختبار الأخير حيث يستخدم المتدرب أماكاكيرو ريو نو هيراميكي للتغلب على حركة المدرب كوزو-ريوسين. هيووي بالكاد ينجو من الاختبار ليعيش بعدها ويعلم ابن أخيه شوغو موتو، الذي يغير اسم عائلته إلى أماكسا ويستخدم أسلوب هيتن ميتسوروغي للانتقام للقتلى النصارى في عهد توكوغاوا.
في قصة منفردة لواتسوكي، يظهر شخص باسم هيكو سيجورو في كريسنت موون إن ذا ووارينغ ستايتس التي تجري في حقبة سينغوكو في دولة اليابان الإقطاعية والتي ضمت في العدد السادس من مانغا روروني كنشين الإنجليزية، من هذه القصة يظهر أن كل هيكو سيجورو حمل مبادئ ومعتقدات مختلفة في استخدام أسلوب هيتن ميتسوروغي، في حين يعتقد هيكو سيجورو الثالث عشر أن الأسلوب لا يستخدم إلا لسيف حر لا يتبع أي فكر أو سلطة، بينما سلفه حمل ولاء لديميو مقاطعة صغيرة وخدمه كساموراي.

## اقرأ أيضا
- هيمورا كنشين، المتدرب على يد سيجورو